# ATR 220
De ATR 220 van het PESA type 219m is een driedelig dieselhydraulisch treinstel voor het regionaal personenvervoer.
De ATR 220 kent drie varianten: de Ferrovie Nord Milano (FNM), de Ferrovie del Sud Est (FSE), en de Ferrovie Emilia Romagna (FER).

## Geschiedenis
De treinen van het type ATR 220 is een vervolg ontwikkeling door de Poolse fabrikant PESA uit de treinen van het type SA 133 en het type SA 136 zijn eveneens uitgerust met MAN motoren.
De eerste treinen werden in 2008 geleverd aan de Ferrovie del Sud Est (FSE). In 2009 werden twee treinen geleverd aan de Ferrovie Nord Milano (FNM) en vanaf 2009 volgden de treinen voor de Ferrovie Emilia Romagna (FER).

## Constructie en techniek
Het treinstel is opgebouwd uit een aluminium frame met een frontdeel van GVK. Het treinstel heeft een lagevloerdeel. Deze treinstellen kunnen tot twee stuks gecombineerd rijden. De treinstellen zijn uitgerust met luchtvering.

### Namen
De Ferrovie Nord Milano (FNM) hebben de volgende namen op de treinen geplaatst:
- ATR220.024: Luca
- ATR220.025: Sofia

## Treindiensten
De treinen worden door respectievelijk de Ferrovie Nord Milano (FNM), Ferrovie del Sud Est (FSE) en Ferrovie Emilia Romagna (FER) ingezet. De FER rijdt op de lijn Cosenza - Catanzaro Lido.

## Afbeeldingen

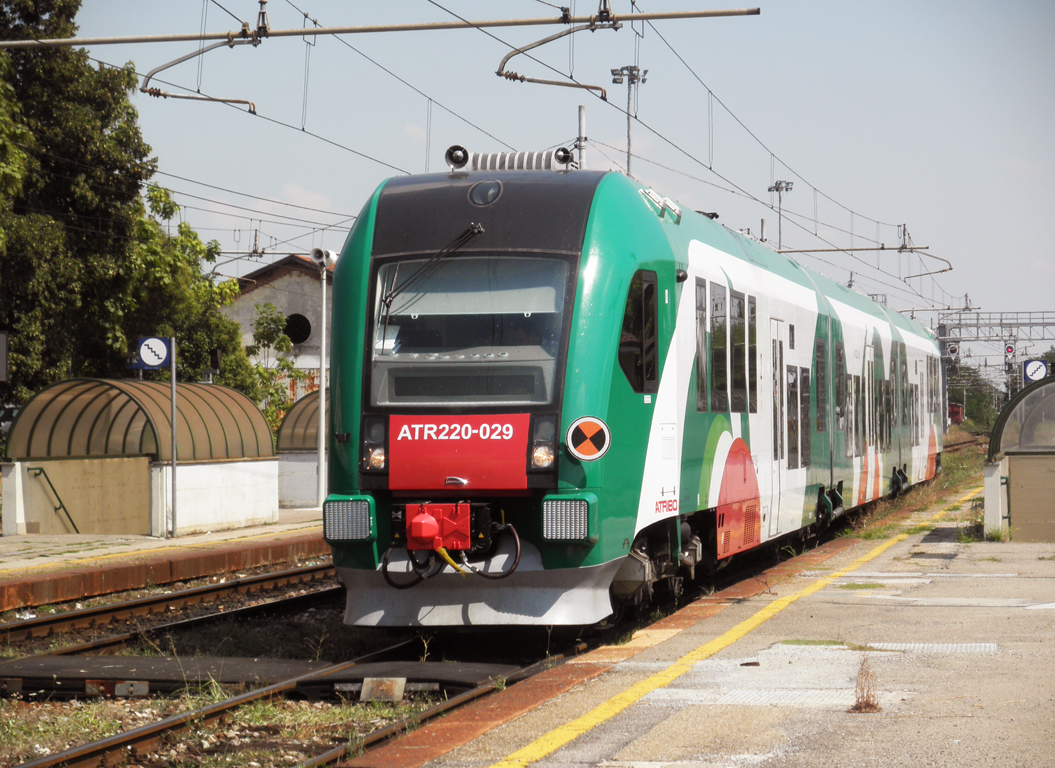
ATR 220 029 in augustus 2010 te Piadena